# شفیع‌آباد (شهداد)
شفیع‌آباد، روستایی از توابع بخش شهداد، شهرستان کرمان، استان کرمان می‌باشد.
قلعه شفیع‌آباد، از آثار تاریخی دوره قاجار، در این روستا واقع شدهاست. این اثر در تاریخ ۷ مهر ۱۳۸۱ با شمارهٔ ثبت ۶۱۱۶ به‌عنوان یکی از آثار ملی ایران به ثبت رسیده‌است.

## جمعیت
این روستا در دهستان تکاب قرار داشته و براساس آخرین سرشماری مرکز آمار ایران که در سال ۱۳۸۵ صورت گرفته، جمعیت آن ۱۴۶نفر (۳۳خانوار) بوده‌است.